# Ouragan Grace (1991)
Pour les articles homonymes, voir Cyclone tropical Grace.
L’ouragan Grace est un ouragan de courte durée et de niveau 2 sur l’échelle de Saffir-Simpson qui a contribué à la formation de la puissance tempête de l'Halloween 1991, plus connue sous le nom de « The Perfect Storm ».

## Évolution météorologique

Traget de l'Ouragan Grace et de l'Ouragan H8

Une zone dépressionnaire de moyenne altitude s'est formée le 23 octobre au sud des Bermudes. Les rapports d'un navire voisin ont indiqué que la dépression avait atteint la surface le 25 octobre. Initialement, le système avait des caractéristiques subtropicales et le centre de circulation eut peu de convection profonde pendant plusieurs jours ce qui a résulté en une désignation de tempête subtropicale le 26 octobre. Une zone de nuages près des Bermudes est cependant devenue de plus en plus convective et a progressivement été entraînée dans la circulation en expansion. L'activité orageuse a persisté près du centre et le 27 octobre est devenue la tempête tropicale Grace.
Après intensification, l'apparence sur les photos du satellite météorologique et les rapports d'avions de reconnaissance permirent de rehausser Grace en ouragan de catégorie 1 sur l'échelle de Saffir-Simpson. L'ouragan s'est dirigé alors généralement vers le nord-ouest jusqu'au 28 octobre, lorsqu'un cyclone extratropical s'est formé le long d'un front froid au large de la côte de la Nouvelle-Angleterre. Cette tempête s'est rapidement intensifiée et a influencé  la trajectoire de Grace, faisant tourner l'ouragan brusquement vers l'est. À peu près en même temps, un œil est apparu sur l'imagerie satellitaire, malgré l'absence d'une forte activité convective autour du centre de la tempête.
Grace a accéléré en continuant vers l'est et a atteint son intensité maximale de catégorie 2 le 29 octobre, avec des vents de 165 km/h et une pression barométrique centrale minimale de 980 hPa selon une réanalyse météorologique, bien qu'initialement ses vents soutenus n'avait été estimés qu'à 120 km/h). Le rapide mouvement vers l'avant rapide de la tempête rendu une circulation asymétrique. Le centre est passé à environ 80 km au sud des Bermudes sans affecter de manière significative l'archipel. La trajectoire a tourné au nord-est plus tard dans la journée, alors que la tempête extratropicale approchant rapidement a miné le centre de niveau inférieur de l'ouragan. Le système a été dépassé par la tempête frontale et a par la suite perdu son statut de système tropical.
Par la suite, Grace s'est déplacée vers le nord le long du front et a fusionné avec la dépression frontale au nord le 30 octobre. La tempête extra-tropicale s'est considérablement renforcée en raison du contraste de température entre l'air froid au nord-ouest et la chaleur ainsi que l'humidité associées aux restes de l'ouragan. La dépression a continué de s'approfondir en dérivant vers le sud-est puis vers le sud-ouest en direction des États-Unis.
Le cyclone a atteint son intensité maximale à 630 km au sud d'Halifax (Nouvelle-Écosse) comme ouragan de catégorie 1, avec des vents soutenus de 120 km/h. La tempête est communément connue sous le nom de « The Perfect Storm »,. Cependant, elle n'a pas reçu de nom à l'époque.

## Impact
Un avertissement de tempête tropicale a été émis pour les Bermudes le 27 octobre. Le lendemain, environ 10 heures avant le passage au plus proche de l'île, l'avertissement est devenu un avertissement d'ouragan. Le 29 octobre, l'avertissement a été graduellement diminué puis abandonné. L'île a connu des bourrasque  de vents avec les bandes de pluie externe de la tempête. Les précipitations ont culminé à 82 mm. Cependant, aucun dommage significatif n'a été signalé. Un yacht voyageant des Bermudes à New York a rencontré des vents forts et une mer de 7,6 m bien au large de la côte de Virginie, ses neuf occupants ont été secourus par des hélicoptères de la Garde côtière américaines.
En raison de sa grande taille, Grace a généré de grandes houles le long de la côte est des États-Unis, combinées à des marées anormalement hautes. Ces vagues ont atteint au moins 4,6 m. Malgré une érosion mineure des plages, aucun dommage matériel important ne s'est produit, bien que Carolina Beach, en Caroline du Nord, ait perdu environ 30 centimètres de sable. C'est la tempête qui lui a succédé (« The Perfet Storm ») qui a causé d'importants dommages côtiers, une forte mer, des vents puissants et des pertes de vie.